# Référendum de 2020 sur la légalisation du cannabis au Montana
Un référendum de 2020 sur la légalisation du cannabis a lieu le 3 novembre 2020 au Montana. La population est amenée à se prononcer sur un amendement constitutionnel d'initiative populaire, dit Montana I-190, visant à légaliser la possession et l'utilisation du cannabis à fins récréatives pour toutes les personnes âgées d'au moins 21 ans, à imposer une TVA de 20 % sur les ventes de cannabis, à exiger du Département des recettes de mettre en œuvre une réglementation encadrant la vente du cannabis, ainsi qu'a autoriser la révision ou le pardon des peines liés au cannabis.
L'amendement est approuvé à une large majorité.

## Résultats
| Choix                     | Votes   | %     |
| ------------------------- | ------- | ----- |
| Pour                      | 341 037 | 56,90 |
| Contre                    | 258 337 | 43,10 |
|                           |         |       |
| Votes valides             | 599 374 | 97,92 |
| Votes blancs et invalides | 12 701  | 2,08  |
| Total                     | 612 075 | 100   |
| Abstention                | 140 463 | 18,67 |
| Inscrits / participation  | 752 538 | 81,33 |

| Pour 341 037 (56,90 %) |  |  | Contre 258 337 (43,10 %) |
| ▲                      |  |  |                          |
| Majorité absolue       |  |  |                          |

## Suites
La légalisation prend effet au premier janvier 2021. Les ventes dans le commerces ne commencent cependant qu'un an plus tard.